# Арбит, Семён Михайлович
Семён Михайлович Арбит (13 июля 1921, Аккерман — 11 августа 1986, Львов) — украинский советский дирижёр, педагог. Заслуженный артист Украинской ССР (1972).

## Биография
Родился в Четатя-Албэ в семье Менделя Соломоновича Арбита (1889—1962). Участник Великой Отечественной войны, младший лейтенант административной службы (с 1941 года служил в эвакогоспитале № 1776). Окончил дирижёрское отделение Львовской консерватории по классу главного дирижёра Львовского симфонического оркестра Исаака Паина в 1951 году. В 1948—1952 годах — хормейстер (с 1949 года главный хормейстер), в 1953—1958 годах — дирижёр Львовского оперного театра. В 1958—1960 годах — дирижёр Челябинского театра оперы и балета. В 1951—1971 годах возглавлял организованный им студенческий симфонический оркестр Львовского политехнического института (в этом оркестре началась музыкальная карьера Ю. А. Башмета). В 1969 году стал одним из основателей секции (впоследствии кафедры) оркестрового дирижирования Львовской консерватории.
С 1960 года — главный дирижёр Львовского оперного театра, где осуществил около 50 постановок, в том числе балетных. Среди его работ: балеты «Шурале» (музыка Ф. З. Яруллина, 1952, 1959, 1973), «Маруся Богуславка» (музыка А. Г. Свечникова, 1953), «Легенда о любви» (музыка А. Д. Меликова, 1953, 1971), «Тропою грома» (музыка К. А. Караева, 1963), «Орыся» (музыка А. И. Кос-Анатольского, премьера, 1964), «Спартак» (музыка А. И. Хачатуряна, 1965), «Сотворение света» (музыка А. П. Петрова, 1972), «Тиль Уленшпигель» (музыка Е. А. Глебова, 1975); оперы «Искатели жемчуга» Ж. Бизе (1966), «Дон Карлос» Дж. Верди (1967), «Возрождённый май» В. С. Губаренко (1975). Автор оригинальных музыкальных редакций балетных постановок «Антоний и Клеопатра» на музыку Э. Л. Лазарева, «Эсмеральда» на музыку Цезаря Пуни, «Большой вальс» на музыку Иоганна Штрауса (1957).
Похоронен на Яновском кладбище.